# Powstanie czerwcowe w Pradze

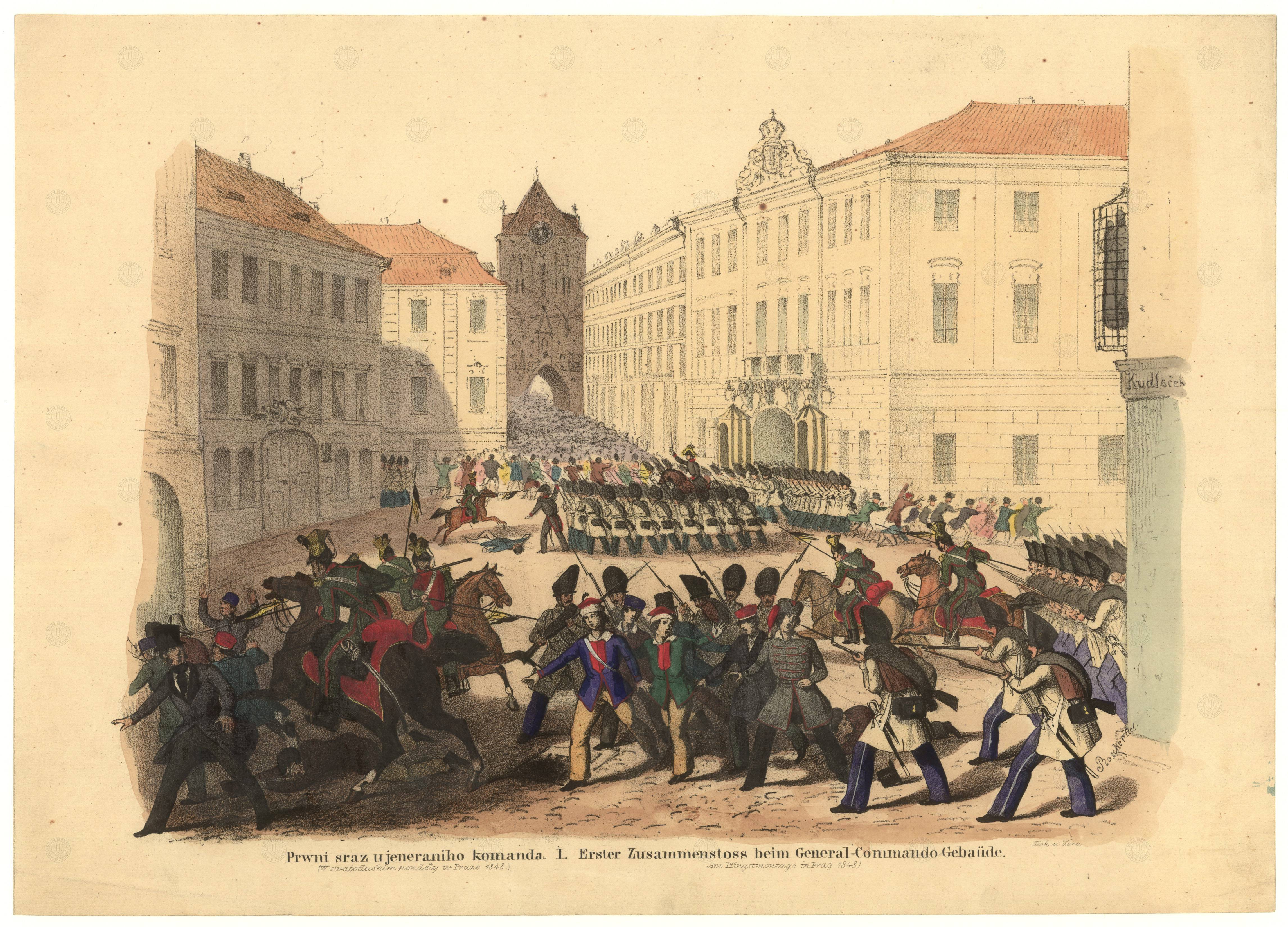
Austriaccy żołnierze atakują mieszkańców Pragi 12 czerwca 1848 roku

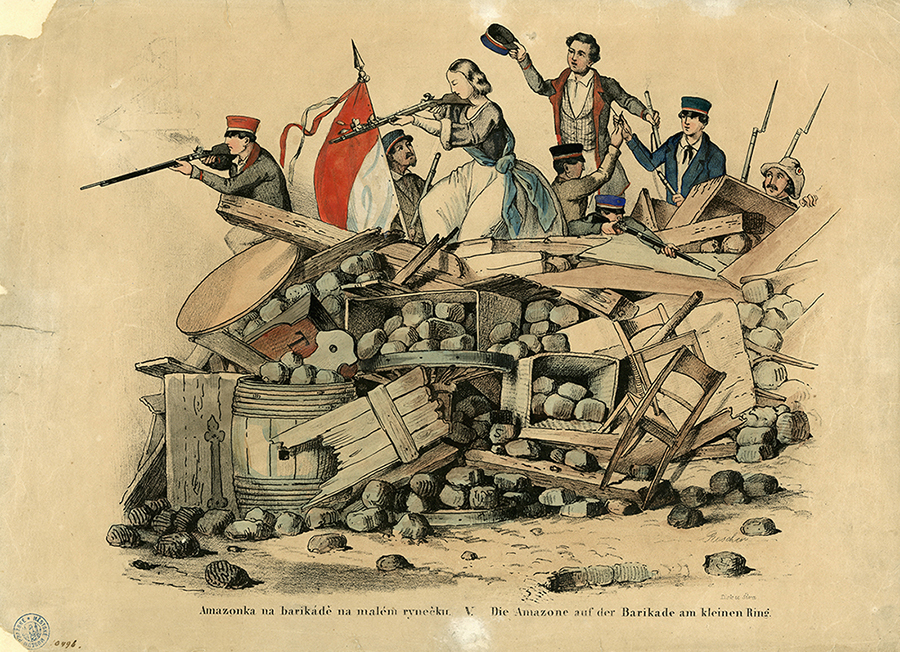
„Amazonka” i studenci na barykadzie w trakcie powstania

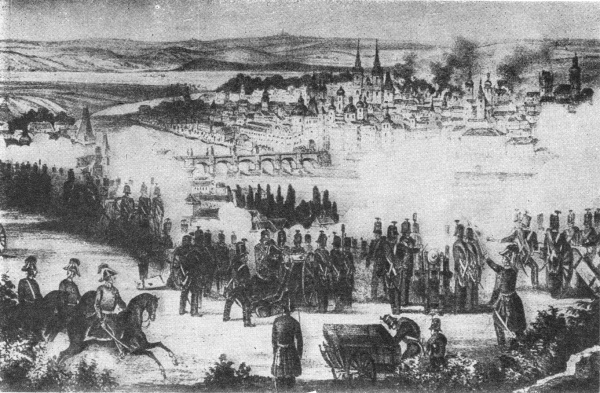
Bombardowanie Pragi przez Austriaków

Powstanie czerwcowe w Pradze (cz. Pražské červnové povstání) – spontaniczne powstanie w Pradze od 12 do 17 czerwca 1848 roku, będące częścią Wiosny Ludów.

## Geneza
Królestwo Czech od XVI wieku należało do Monarchii Habsburgów. Niezadowolenie z rządów austriackich narastało wśród radykalnych studentów czeskich i liberalnej burżuazji od pewnego czasu, a nasiliło się jeszcze bardziej, gdy Wiosna Ludów dotarła do Wiednia. Wieloletni konserwatywny kanclerz Klemens von Metternich zrezygnował z urzędu w marcu 1848 roku, a cesarz Ferdynand I Habsburg ogłosił zamiar zaakceptowania pierwszego w historii Austrii rządu konstytucyjnego. Przyspieszyło to już rozpoczęte w Pradze organizowanie się Komitetu św. Wacława, do którego w tym momencie należała szeroka koalicja Niemców, Żydów i Czechów. Komitet wystosował w marcu dwie petycje do cesarza, z których drugą przyjął. Było to wyraźne zwycięstwo liberałów, gdyż cesarz przyznał Czechom prawo wyboru własnego parlamentu. Dla radykalnych demokratów istotne było uchylenie średniowiecznego obowiązku pracy zwanego robota.
Komitet św. Wacława w kwietniu ogłosił się komitetem narodowym i rozszerzył swoją liczebność do stu członków. Jednakże coraz intensywniejsze konflikty na tle nacjonalistycznym, zwłaszcza z Niemcami i Czechami, uniemożliwiały skuteczne funkcjonowanie miasta. W tym samym czasie, gdy Frankfurckie Zgromadzenie Narodowe w Niemczech również planowało włączenie ziem czeskich do planowanych zjednoczonych Niemiec, Słowianie z Austrii zaczęli planować zorganizowanie własnego spotkania. Miało to miejsce od 2 do 12 czerwca, kiedy w Pradze odbył się Zjazd Słowiański. Przez całą wiosnę prascy studenci tworzyli własne komitety obywatelskie. Tuż przed wybuchem rebelii ich liczebność wynosiła około 7000 ludzi, jednak większość z nich ostatecznie nie wzięła udziału w walkach.
Feldmarschalleutnant Alfred Windischgrätz, nowo mianowany dowódca austriackiej armii w Czechach, przybył do Pragi 20 maja. To jeszcze bardziej zagęściło atmosferę w mieście, ponieważ Windischgrätz był znany wśród mieszkańców Pragi z tego, że w 1844 roku stłumił demonstrację robotniczą. Windischgrätz natychmiast wzmocnił obsadę swoich koszar i zorganizował paradę wojskową w robotniczej dzielnicy Karlín, aby sprowokować czeski proletariat.

## Powstanie
Drugiego dnia Pięćdziesiątnicy, 12 czerwca, radykalni studenci odprawili mszę na terenie dzisiejszego placu Wacława w centrum Nowego Miasta w Pradze. W uroczystościach wziął udział duży tłum, co wywołało zamieszanie przed pobliską kwaterą główną armii. Austriaccy żołnierze otworzyli ogień do tłumu, aby chronić swojego dowódcę, Windischgrätza. Walki szybko rozprzestrzeniły się na wschodnie dzielnice Pragi, a wąskie średniowieczne uliczki miasta zostały zablokowane barykadami. Podczas walk żona Windischgrätza Marie Eleonora zginęła trafiona zabłąkaną kulą.
Przez następne dwa dni obie strony starały się wzmocnić swoje pozycje. Armia Windischgrätza szybko otrzymała więcej żołnierzy z północnego zachodu, ale czescy chłopi nie byli zbyt przychylni sprawie praskich powstańców. W tym samym czasie, po negocjacjach, doszło do wymiany więźniów, w wyniku której gubernator Pragi, Leopold von Thun und Hohenstein, został przekazany siłom rządowym. František Palacký, który niechętnie opowiedział się po stronie rebeliantów, wierzył, że Thun und Hohenstein będzie stanowił przeciwwagę dla Windischgrätza.
W nocy z 14 na 15 czerwca Windischgrätz potajemnie wycofał swoje wojska na zachodni brzeg Wełtawy. O godzinie 08:00 rano wydał rozkaz artylerii, aby zbombardowała budynki zajmowane przez rebeliantów. Pogłębiło to podział między liberałami i radykałami w Pradze. Rada miejska podjęła decyzję o rozebraniu barykad w piątek 16 czerwca, co jednak nie przeszkodziło Windischgrätzowi w przeprowadzeniu kolejnego ostrzału tego samego wieczoru o godzinie 21:00.
Burmistrz Pragi Václav Vaňka ogłosił bezwarunkową kapitulację miasta na Zamku Praskim 17 czerwca. Armia austriacka natychmiast ruszyła na wschód od Wełtawy i powołała trybunał wojskowy, aby postawić przed sądem organizatorów powstania. W ciągu następnych kilku dni około 20 000 mieszkańców Pragi opuściło miasto. Na stacji kolejowej w dzielnicy Běchovice austriaccy żołnierze zabili 10 Czechów, którzy brali udział w powstaniu.